# Шкурган, Андрей Семёнович
Андрей Семёнович Шкурга́н (род. 1961) — советский и украинский оперный певец (баритон). Заслуженный артист Украины (1998).

## Биография
Родился 27 ноября 1961 года в Самборе (ныне Львовская область, Украина). Вырос в Черновцах, где работали его родители.
Учился на факультете прикладной математики Черновицкого государственного университета (1978—1983).
Свою творческую карьеру начал в 16 лет — пел в вокально-инструментальном ансамбле, учась в Черновицком университете.
В 1989 году окончил ЛГК имени Н. В. Лысенко в классах выдающихся преподавателей:
- народного артиста Украины, профессора И. Н. Кушплера (1949—2012) — романс,
- заслуженной артистки Украины, профессора Зинаиды Максименко (1939—2000) — камерное пение,
- заслуженного деятеля искусств Украины, профессора Александра Грицака (1933—2001) — оперное пение,
- народного артиста СССР А. Д. Гая (1914—1996) — актёрское искусство.

Во время учёбы в консерватории в 1988 году одерживает убедительные победы в конкурсе имени С. А. Крушельницкой в рамках первого фестиваля оперного искусства во Львове и на Всеукраинском конкурсе вокалистов имени Н. В. Лысенко.
С 1990 года совершенствовал мастерство пения у своего отца Семена Шкургана (профессора Краковской музыкальной академии). 1995 — у известного датского профессора Андре Орловица.
Работал в ансамбле песни и танца «Верховина» в Дрогобыче, затем стал солистом ансамбля песни и танца «Галичина» во Львове.
Впоследствии он преподавал вокал в Черновицком музыкальном училище и стал солистом Черновицкой областной филармонии (1991).
Работал по контракту в оперных театрах Европы и США.
С 1995 года — ведущий солист Национальной оперы Польши (Варшава).
Экстерном окончил филологический факультет Варшавского университета.  Работает также переводчиком. Перевёл на украинский язык сценарий фильма «Нелёгкое братство», принимал участие в создании мини-сериала «Огнём и мечом» (дублировал украинских героев, которых играли польские актёры).
Выступал в Риге, Копенгагене (Датская королевская опера), США (Мичиган-опера).
Выступал в некоторых спектаклях Национальной оперы Украины (Киев), с сольными концертами в Черновцах и других городах Украины.

## Награды и премии
- Заслуженный артист Украины (1998)
- Национальная премия Украины имени Тараса Шевченко (2000) — за концертные программы (1995—1999)

## Семья
- отец — заслуженный артист Украины Семён Шкурган
- мать — заслуженный работник культуры Украины, отличник образования Украины Тамара Шкурган